# Tiestes

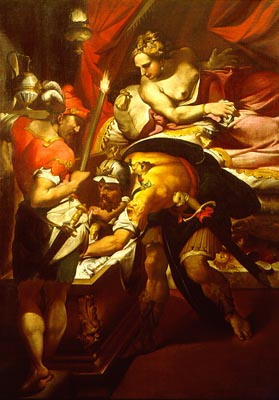
Tiestes i Aèrope (obra de Giovanni Francesco Bezzi, ca. 1565-1571).

D'acord amb la mitologia grega, Tiestes (en grec antic Θυέστης), va ser el germà bessó d'Atreu, fill de Pèlops, rei de l'Èlida, i d'Hipodamia.
Les tradicions sobre ell, parlen sempre del seu odi cap a Atreu, i de les venjances entre els dos germans. La seva història, tràgica des del començament, ha estat aprofitada pels poetes que han anat afegint més episodis a la història inicial.
Per instigació d'Hipodamia, Tiestes i Atreu van matar Crisip, el seu germanastre. Pèlops els expulsà, i van fugir a la cort d'Estènel, o, segons una altra versió, a la cort d'Euristeu, el fill d'Estènel i nebot dels herois. Quan Estènel va haver expulsat de la seva part de l'Argòlida a Amfitrió, va donar la ciutat i el territori de Midea a Atreu i Tiestes. Com que Euristeu va morir sense fills, víctima dels Heràclides, els habitants de Micenes van preguntar a l'oracle, que els va dir que fessin rei un dels fills de Pèlops. Els dos germans es disputaren el tron, que finalment passà a mans d'Atreu. Tiestes es convertí en amant d'Aèrope, esposa d'Atreu, i aquest, en saber-ho, l'expulsà del seu regne. Després, fingint una reconciliació, Atreu el convidà a un banquet en què serví a Tiestes els seus propis fills, Plístenes i Tàntal (o segons altres autors Àglau, Cal·lileont i Orcomen). En acabar li va mostrar els braços i els caps dels fills. Hèlios, horroritzat, va aturar la seva cursa. Tiestes va fugir a la cort del rei Tesprot, a Sició, on hi havia la seva filla Pelopea. Segons un oracle, la seva venjança només seria possible si la portava a terme un fill fruit de l'incest amb la seva filla. Aquest fill, Egist, va aconseguir matar Atreu i va tornar a Tiestes el regne de Micenes, d'on havia estat expulsat. Van regnar conjuntament fins que foren destronats per Agamèmnon.